# Érica Chissapa
Érica Sofia de Jesus Chissapa Bicho (Huambo, 22 de dezembro de 1988), conhecida simplesmente como Érica Chissapa, é uma atriz, repórter e apresentadora angolana.

## Biografia
Nascida na cidade de Huambo, no Planalto Central Angolano, Érica mudou-se para Luanda quando tinha apenas dois anos de idade para morar com seus padrinhos, deixando seus pais e três irmãos em sua terra natal.

## Como Atriz
Érica entrou para o teatro quando tinha 14 anos. Durante uma visita aos ensaios de um grupo teatral de Luanda, foi convidada para substituir uma das atrizes da peça, que iria estrear três dias depois. A partir daí, começou a se dedicar à carreira de atriz.
Convidada pelo ator Orlando Sérgio, Érica decidiu ingressar na televisão angolana. Em seu primeiro teste, não foi aprovada. Mais tarde passou em uma seleção para uma minissérie, porém a produção foi cancelada com apenas dois capítulos gravados.
Sua entrada na televisão só veio a ocorrer em 2005, quando atuou na novela Sede de Viver, interpretando a protagonista Kátia, uma jovem de boas condições financeiras e que vivia longe dos pais. Mias tarde, veio a atuar na co-produção Brasil-Angola intitulada Minha Terra Minha Mãe, na qual deu vida a Teresinha, novamente uma protagonista.
Em 2010 realiza seu principal trabalho: a série luso-angolana Voo Directo, exibida simultaneamente pela RTP1 em Portugal e pela TPA em Angola[carece de fontes?]. No seriado, Érica interpreta a comissária de bordo Weza Oliveira, ao lado da também angolana Micaela Reis e das portuguesas Soraia Chaves e Maya Booth.
Mesmo depois de diversos trabalhos na televisão, Érica nunca abandonou o teatro, que é sua maior fonte de inspiração, e, desde 2006 pertence ao grupo teatral Henriques Artes, um dos mais conceituados de Angola.
Foi convidada pelo Cantor e Patrono da Semba Comunicação Córeon Dú para fazer parte da então nova novela Jikulumessu

## Como Repórter e Apresentadora
Em 2009, foi finalista de uma seleção realizada pelo programa da apresentadora brasileira Xuxa Meneghel que visava escolher uma atriz angolana para integrar o elenco do filme Xuxa em O Mistério de Feiurinha. Érica, porém, não conseguiu o papel, perdendo o concurso para Lesliana Pereira. Graças a sua participação no concurso, ela foi convidada para ser repórter do programa Revista África, que é exibido pela Globo Internacional e apresentado pela própria Lesliana Pereira, que a derrotou na seleção para o filme de Xuxa . Assim, Érica realizou um sonho de infância: o de ser jornalista.
Actualmente está a trabalhar como apresentadora do programa Da Jajão  no canal Zap Viva

## Carreira
| Ano                    | Novela/Série            | Personagem    |
| ---------------------- | ----------------------- | ------------- |
| 2004                   | Vidas á preto e Branco  | Lígia         |
| 2005 \|\|Sede de Viver | Kátia                   |               |
| 2008                   | Minha Terra, Minha Mãe  | Teresinha     |
| 2010                   | Voo Directo             | Weza Oliveira |
| 2013                   | Njinha Rainha de Angola | kifunge       |
| 2014-2015              | Jikulumessu             | Ruth Capala   |